# Ocean Shield 2019
Ocean Shield 2019 (russisch Океанский щит 2019) war ein Militärmanöver der russischen Marine, das vom 1. bis zum 9. August 2019 in der Ostsee stattfand. Es war das größte Flottenmanöver in der Ostsee seit Ende des Kalten Krieges. Geleitet wurde die Übung von Nikolai Jewmenow, seit Mai 2019 Oberbefehlshaber der Marine.
An dem Manöver nahmen 69 Schiffe und Boote sowie 58 Luftfahrzeuge der Marine und der Luftstreitkräfte teil. Es waren mehr als 10.000 Soldaten beteiligt. Nach russischen Angaben wurden die Abwehr von konventionellen Luftangriffen und Landungsoperationen geübt. Eingesetzt wurden dazu unter anderem der Lenkwaffenkreuzer Marschall Ustinow, der Zerstörer Seweromorsk, das Atom-U-Boot Smolensk und Korvetten der Bujan-Klasse.
Ausgangspunkt war für viele der teilnehmenden Einheiten der Tag der Marine, welcher am 28. Juli in Sankt Petersburg gefeiert wurde. Russische Verbände verlagerten während der Übung vorbei an Rügen und Fehmarn bis weit in die westliche Ostsee zum Großen Belt. Zeitweise kreuzten russische Schiffe vor der Kieler Bucht und in dänischen Gewässern. Beobachtet wurde das Manöver vermutlich zunächst auch vom deutschen Aufklärungsschiff Oste, bevor dänische und schwedische Einheiten die russischen Schiffe eskortierten.
Zuletzt hatte die NATO im Juni ein großes Manöver mit 55 Schiffen und 8.600 Soldaten in der Ostsee abgehalten, das im Rahmen der jährlichen Übung BALTOPS stattfand.